# David Socha
David Socha (Springfield, Massachusetts, 1938. szeptember 27. – 2025. február 10.) amerikai nemzetközi labdarúgó-játékvezető.

## Pályafutása

### Nemzeti játékvezetés
A játékvezetői vizsgát 1970-ben tette le. A küldési gyakorlat szerint rendszeres partbírói tevékenységet is végzett. 1972-ben lett az I. Liga játékvezetője. A nemzeti játékvezetéstől 1986-ban vonult vissza. 

### Nemzetközi játékvezetés
A Francia labdarúgó-szövetség Játékvezető Bizottsága (JB) terjesztette fel nemzetközi játékvezetőnek, a Nemzetközi Labdarúgó-szövetség (FIFA) 1977-től tartotta nyilván bírói keretében. A FIFA JB központi nyelvei közül a angolt és a spanyolt beszéli. Több nemzetek közötti válogatott és klubmérkőzést vezetett, vagy működő társának partbíróként segített. Az amerikai nemzetközi játékvezetők rangsorában, a világbajnokság sorrendjében többedmagával a 2. helyet foglalja el 2 találkozó szolgálatával. Az aktív nemzetközi játékvezetéstől 1986-ban búcsúzott.

#### Labdarúgó-világbajnokság
A világbajnoki döntőkhöz vezető úton Spanyolországba a XII., az 1982-es labdarúgó-világbajnokságra, valamint Mexikóba a XIII., az 1986-os labdarúgó-világbajnokságra a FIFA JB játékvezetőként alkalmazta. Selejtező mérkőzéseket a CONCACAF zónában vezetett. A FIFA JB elvárása szerint, ha nem vezetett, akkor partbíróként tevékenykedett. 1982-ben az egyik negyeddöntőben egyes számú besorolást kapott, játékvezetői sérülés esetén továbbvezethette volna a találkozót. 1986-ban  két csoportmérkőzésen, az egyiken egyes számú besorolást kapva, valamint az egyik nyolcaddöntőben 2. számú besorolással szolgált. Világbajnokságon vezetett mérkőzéseinek száma: 2 + 4 (partbíró).

##### 1982-es labdarúgó-világbajnokság

###### Selejtező mérkőzés
| Időpont            | Helyszín                                    | Mérkőzés típusa              | Mérkőzés            | Eredmény | Nézők száma |
| ------------------ | ------------------------------------------- | ---------------------------- | ------------------- | -------- | ----------- |
| 1980. november 9.  | Központi Stadion, Guatemalaváros            | előselejtező (Közép-Amerika) | Guatemala–Salvador  | 0 – 0    |             |
| 1980. november 16. | Tiburcio Carías Andino Stadion, Tegucigalpa | előselejtező (Közép-Amerika) | Honduras–Costa Rica | 1 – 1    |             |
| 1981. november 11. | Tiburcio Carías Andino Stadion, Tegucigalpa | döntő csoport                | Salvador–Kuba       | 0 – 0    |             |
| 1981. november 15. | Tiburcio Carías Andino Stadion, Tegucigalpa | döntő csoport                | Mexikó–Kanada       | 1 – 1    |             |
| 1981. november 22. | Tiburcio Carías Andino Stadion, Tegucigalpa | döntő csoport                | Honduras–Mexikó     | 0 – 0    |             |

###### Világbajnoki mérkőzés
| Időpont          | Helyszín                 | Mérkőzés típusa              | Mérkőzés         | Eredmény | Nézők száma |
| ---------------- | ------------------------ | ---------------------------- | ---------------- | -------- | ----------- |
| 1982. június 15. | Rosaleda Stadion, Málaga | csoportmérkőzés (6. csoport) | Skócia–Új-Zéland | 5 – 2    | 36 000      |

##### 1986-os labdarúgó-világbajnokság

###### Selejtező mérkőzés
| Időpont           | Helyszín                        | Mérkőzés típusa     | Mérkőzés          | Eredmény |
| ----------------- | ------------------------------- | ------------------- | ----------------- | -------- |
| 1985. március 10. | Cuscatlán Stadion, San Salvador | döntők (1. csoport) | Salvador–Honduras | 1 – 2    |

###### Világbajnoki mérkőzés
| Időpont          | Helyszín                   | Mérkőzés típusa              | Mérkőzés              | Eredmény | Nézők száma |
| ---------------- | -------------------------- | ---------------------------- | --------------------- | -------- | ----------- |
| 1986. július 10. | Estadio Cuauhtémoc, Puebla | csoportmérkőzés (A. csoport) | Dél-Korea–Olaszország | 2 – 3    | 20 000      |

#### Olimpiai játékok
Az 1984. évi nyári olimpiai játékok labdarúgó tornájának végső szakaszán a FIFA JB bíróként foglalkoztatta. 1980-ban a FIFA JB delegálta az olimpiai játékokra, de a bojkott miatt nem utazhatott Moszkvába.

##### 1984. évi nyári olimpiai játékok
| Időpont            | Helyszín                    | Mérkőzés típusa              | Mérkőzés             | Eredmény | Nézők száma |
| ------------------ | --------------------------- | ---------------------------- | -------------------- | -------- | ----------- |
| 1984. július 29.   | Harvard Stadion, Boston     | csoportmérkőzés (A. csoport) | Norvégia–Chile       | 0 – 0    | 25 000      |
| 1984. augusztus 1. | Harvard Stadion, Boston     | csoportmérkőzés (B. csoport) | Kamerun–Irak         | 1 – 0    | 20 000      |
| 1984. augusztus 8. | Stanford Stadion, Palo Alto | egyik elődöntő               | Olaszország–Brazília | 1 – 2    | 83 642      |

#### Jótékonysági mérkőzés
1982-ben jótékonysági mérkőzést játszott a világválogatott az Európa legjobbjaiból összeállított csapattal. A találkozó - amelyre New Yorkban került sor - bevételét az UNICEF-nek ajánlották fel a szervezők.